# Norma Croker
Pour les articles homonymes, voir Croker.
Norma Croker Fleming, née le 11 septembre 1934 à Brisbane et morte le 21 août 2019 dans la même ville, est une athlète australienne.
Aux Jeux olympiques d'été de 1956 à Melbourne, elle se classe quatrième sur 200 m mais remporte le titre en relais 4 × 100 m avec Shirley Strickland, Fleur Mellor et Betty Cuthbert.
Quatre ans plus tard à Rome, elle est disqualifiée avec le relais et termine quinzième en saut en longueur.

## Palmarès

### Jeux olympiques d'été
- Jeux olympiques d’été de 1956 à Melbourne ( Australie)
  - 4e sur 100 m
  -  Médaille d'or en relais 4 × 100 m
- Jeux olympiques d’été de 1960 à Rome ( Italie)
  - disqualifiée en demi-finale du relais 4 × 100 m
  - 15e en saut en longueur

## Records
- record du monde du relai 4 × 100 m avec Fleur Mellor, Shirley Strickland et Betty Cutbert en 44 s 9, le 1er décembre 1956 à Melbourne (amélioration du record du relais allemand composé de Fisch-Köhler-Stubnick-Mayer, égalé dans la même course par un autre relais allemand composé de Sander-Köhler-Stubnick-Mayer).
- record du monde du relai 4 × 100 m avec Fleur Mellor, Shirley Strickland et Betty Cutbert en 44 s 5, le 1er décembre 1956 à Melbourne (amélioration du record établi le jour même au tour précédent, sera battu par un relais américain composé de Williams-Jones-Hudson-Rudolph).